# گالینا سووتینیکووا
گالینا سووتینیکووا (روسی: Гали́на Алекса́ндровна Сове́тникова؛ زادهٔ ۱۴ نوامبر ۱۹۵۵) قایقران روئینگ اهل روسیه است.